# Ivan Lins
Ivan Guimarães Lins (ur. 16 czerwca 1945 w Rio de Janeiro) – muzyk brazylijski wykonujący jazz i tzw. brazylijską muzykę popularną, autor piosenek, zdobywca tzw. Latin Grammy.

## Dyskografia

### Albumy
- Agora (1970)
- Deixa O Trem Seguir (1971)
- Quem Sou Eu (1972)
- Modo Livre (1974)
- Chama Acesa (1975)
- Somos Todos Iguais Nesta Noite (1977)
- Começar de novo (1977)
- Nos Dias de Hoje (1978)
- A Noite (1979)
- Novo Tempo (1980)
- Daquilo Que Eu Sei (1981)
- Depois dos Temporais (1983)
- Juntos (1984)
- Ivan Lins (1986)
- Mãos (1987)
- Love Dance (1988)
- Amar Assim (1989)
- Awa Yiô (1993)
- A Doce Presença de Ivan Lins (1995)
- Anjo de Mim (1995)
- I'm Not Alone (1996)
- Acervo Especial, Vol. 2 (1997)
- Ivan Lins/Chucho Valdés/Irakere/Ao Vivo (1996)
- Viva Noel: Tributo a Noel Rosa Vols. 1, 2 (1997)
- Live at MCG (1999)
- Dois Córregos (1999)
- Um Novo Tempo (1998)
- A Cor Do Pôr-Do-Sol (2000)
- Jobiniando (2001)
- Love Songs – A Quem Me Faz Feliz (2002)
- I Love Mpb – Amor (2004)
- Cantando Histórias (2004)
- Acariocando (2006)
- Saudades de Casa (2007)
- Regência: Vince Mendoza (2009)